# مه ۶۸

اعتراضات دانشجویی و کارگری در ماه مه ۱۹۶۸ پاریس

جنبش دانشجویی-کارگری مه ۱۹۶۸ فرانسه به مجموعه حوادثی گفته می‌شود که در طول ۴ هفته در ماه مه سال ۱۹۶۸ در فرانسه رخ داد. نقطه اوج این جنبش در فاصله‌ای یک هفته‌ای از سوم تا دهم ماه مه به وقوع پیوست. این خیزش که از اعتراضات یک گروه دانشجویی شروع شده بود، میلیون‌ها نفر از مردم شهرنشین فرانسه را به میدان مبارزه کشاند.
هرچند رویدادهای مه ۱۹۶۸ فرانسه هرگز به عنوان انقلاب شناخته نشد ولی تأثیر آن بر روابط انسانی و زندگی مدنی جامعه فرانسه از هیچ انقلابی کمتر نبود. در مورد جنبش ۱۹۶۸ نظرات و عقاید متفاوت و متضادی مطرح می‌شود. برخی آن را گسترش دامنه آزادی و شکوفایی و بالندگی انقلاب کبیر فرانسه تعبیر کردند و، در مقابل، برخی دیگر این جنبش را غوغای عوام، روان‌پریشی توده‌ای یا کارناوال نام نهادند.

## روز شمار مه ۶۸

### بیست و سوم آوریل
درگیری خیابانی، در پی اعلامیه گروه‌های چپ مبنی بر عدم شرکت در امتحانات معارف دینی. یک دانشجوی راستگرا مجروح شد. پلیس، کوهن بندیت را مسئول آن دانست و او را برای بازجویی فراخواند.

### بیست و پنجم آوریل
(پنجشنبه) - پلیس برای اولین بار پس از ۳۰ سال برای جدایی دانشجویان چپ و راست مداخله کرد.

### بیست و هشتم آوریل
(یکشنبه) - راهپیمایی CVN در اعتراض به برپایی نمایشگاهی در حمایت از ویتنام جنوبی.
رئیس دانشگاه نانتری، گرافین، دانشکده‌ها را دو روز زودتر از شروع عید پاک تعطیل می‌کند و یک آمفی تئاتر را به نام چه گوارا می‌کند که با عدم استقبال دانشجویان چپ مواجه می‌شود: «ما به هدایای کوچک احتیاجی نداریم؛ ما هر ساختمانی را که نیاز داشته باشیم، به دست می‌آوریم».

### دوم مه
(پنج شنبه) -نخست‌وزیر، ژرژ پیمپیدو، پاریس را به مقصد تهران برای سفری ده روزه ترک می‌کند.
حمله دانشجویان شبه‌نظامی راستگرا، موسوم به «اکسیدانت»، به مرکز اصلی MAU.
اشغال آمفی تئاتر به دست ۳۰۰ تن از «خشمگین‌ها» (گروه رادیکال آنارشیست به رهبری دانیل کوهن بندیت) و نمایش فیلمی از زندگی چه گوارا.
کوهن بندیت و پنج تن از دوستانش برای حضور در کمیته انضباطی دانشگاه پاریس در روز ۶ مه احضار می‌شوند.
رئیس گرافین بار دیگر دانشگاه را به مدتی نامعلوم تعطیل می‌کند.

### سوم مه
(جمعه) - بعد از ظهر، ۵۰۰ دانشجوی چپی در حیاط دانشگاه سوربن تجمع می‌کنند. این عده شامل اعضا اتحادیه ملی دانشجویان فرانسه، JCR, FER و افراد جنبش ۲۲ مارس و MAU به همراه رهبرانشان، که عضو شورای انقلاب بودند، می‌شد. هدف تجمع در ظاهر، اعتراض به تعطیلی دانشکده ادبیات نانتری بود اما در واقع در اعتراض به احضار کوهن بندیت و دوستانش بود. آن‌ها یک گروه انتظامات مسلح به تکه‌های چوب و آهن را تشکیل می‌دهند و شعارشان این است:
مُشت، عکس‌العملِ طبیعی، در برابر سیاستِ موجود است.
تصمیم مشترک رئیس دانشگاه سوربن، ژان روشه، و وزیر آموزش عالی، آلن پرفیت، مبنی بر اجازه ورود پلیس به دانشگاه. حدود ۴٫۵ بعد از ظهر، پلیس تجمع کنندگان را محاصره می‌کند. رهبران تجمع تصمیم می‌گیرند به تجمع خاتمه بدهند. پلیس آن‌ها را در دسته‌های ۲۵ تایی به سمت کامیون‌های قفس‌دار هدایت می‌کند.
سکوت مرگباری همه جا را فراگرفته بود… هم‌زمان با خروج اولین کامیون پلیس از سوربن همراه با سرنشینان ساکت و آرامش، موج جمعیت به حرکت درآمد. ابتدا سر و صداها و فریادهای پراکنده‌ای بلند شد و آنگاه سرود ریتمیک اتوبوس زندان خوانده شد و حرکت برق آسایی آغاز شد؛ «مرگ بر سرکوبگر!»، اولین سنگ پرتاب شد…
صدها تن مجروح و ۵۹۶ نفر بازداشت شدند. در پایان هفته چهار نفر به دو ماه حبس محکوم شدند. دانشجویان خواستار آزادی دوستانشان بودند و رئیس سوربن، روشه، دانشگاه را تا اطلاع ثانوی تعطیل اعلام کرد. در اعتراض به آن اتحادیه ملی دانشجویان فرانسه، صدو شصت هزار دانشجوی دانشگاه‌های پاریس را برای تظاهراتی در روز دوشنبه (۶ مه) فراخواند.
در این روز، پاریس «پایتخت صلح جهان» به عنوان محل برگزاری مذاکرات صلح ویتنام انتخاب و معرفی شد.

### ششم مه
(دوشنبه) - ساعت ۹ صبح، ۴ الی ۵ هزار دانشجو به دعوت اتحادیه ملی دانشجویان فرانسه در تجمع شرکت می‌کنند.
دانیل کوهن بندیت و دوستانش تا ساعت ۱ در جلسه کمیته انضباطی بودند. او که سوربن را برای شرکت در راهپیمایی ترک می‌کرد، مختصر و مفید گفت: «ما در آنجا به مدت ۴ ساعت شاهد خنده و جوک و طنز بودیم».
برای اولین بار پس از خاتمه جنگ الجزایر، چند تن از استادان نیز با دانشجویان به راهپیمایی پرداختند. دانش آموزان نیز به رهبری CAL در آن شرکت داشتند.

تا ساعت ۳ بعد از ظهر اوضاع آرام بود. اما وقتی دانشجویان خواستند به سمت سوربن بروند، خودروهای پلیس راه آن‌ها را سد کردند و آن‌ها را عقب راندند. این سرآغاز ۱۲ ساعت درگیری مداوم و زد و خورد بود.
شواهد زیادی… نشان می‌دهد خیلی از افرادی که در این درگیری‌ها شرکت داشتند کسانی بودند که از جنبش، حرف و خواسته دانشجویان اطلاع چندانی نداشتند بلکه بیشتر به خاطر رفتار خشونت بار پلیس و عمل وحشیانه آن‌ها به جنبش پیوسته بودند.
خواسته‌های دانشجویان هیچ نشانی از اتوپیا(آرمانشهر) نداشت و لذا به هیچ وجه سرپیچی از نظام اجتماعی نبود. رهبران دانشجویان برای مصالحه و پایان درگیری‌ها سه شرط را اعلام کردند. بیرون رفتن پلیس از کرتیه لاتین (محله اصلی خوابگاه دانشجویان)، آزادی سریع و بی‌قید و شرط دانشجویان دستگیرشده و بازگشایی دانشگاه.

### هفتم مه
(سه شنبه) - ۳۰ هزار دانشجو به مدت ۵ ساعت در سرتاسر پاریس دست به راهپیمایی می‌زنند.

پلیس در صفوف به هم فشرده از سوربن محافظت می‌کرد اما کرتبه لاتین در اختیار دانشجویان بود.
آنها شعار می‌دادند ما همه شورشی هستیم و پرچم‌های سیاه و سرخ در دست هزاران نفر به حرکت درمی‌آمد.

### هشتم مه
(چهارشنبه)
وقتی رادیوی پاریس اعلام کرد چهار پنجم مردم موافق و همراه با دانشجویان هستند، بزرگترین و شکوهمندترین حمایت از دانشجویان بروز کرد. به نظر می‌رسید جامعه بورژوازی با این اقدامات موافق است.
در این روز ۶۰ هزار دانشجو در فرانسه مشغول تظاهرات بودند، اما دولت و پارلمان آن را به افراد خارج دانشگاه و توطئه گران منتسب می‌کردند و تنها نتیجه اقدامات چپ‌های ماجراجو می‌دانستند.

### نهم مه
(پنجشنبه)
به احتمال زیاد آخرین فرصتی بود که وزیر آموزش عالی برای مصالحه و خارج نشدن کنترل از دست امور دولت داشت.
نزدیک ظهر، رئیس روشه و رؤسای دانشکده‌ها تصمیم خود را مبنی بر بازگشایی دانشگاه و از سرگیری امور معمولی اعلام می‌کنند. اتحادیه ملی دانشجویان فرانسه بلافاصله جواب می‌دهد تا آزادی دانشجویان در بند و عقب‌نشینی پلیس، به اعتصاب ادامه می‌دهد. اتحادیه استادان نیز تصمیم به ادامه اعتصاب گرفت. بعد از ظهر درب ورودی سوربن همچنان بسته و پلیس مستقر ماند. وزیر اقدام رؤسای دانشکده‌ها را ناکام گذاشت.
جنبش به سمت رادیکال شدن پیش می‌رفت… شب، تشکل JCR که حامی کوهن بندیت بودند، برگزاری تجمعی را اعلام کردند. شاید از ابتدای بحران این اولین دفعه‌ای بود که افراطیون دست خود را رو کرده بودند. انقلاب به تدریج از خواسته‌های صنفی به سوی چالش‌های سیاسی سوق پیدا می‌کرد.
بازگشایی دانشگاه از نظر افراطیون انقلابی، تاکتیکی بیش نبود. استراتژی اصلی، همان‌طور که ارنست مندل گفته بود، تلاش در پیوند بین جنبش دانشجویی به جنبش کارگری بود تا بدین وسیله انقلاب سوسیالیستی در معنی واقعی آن اتفاق بیفتد.
صبح ملاقاتی بین رهبران اتحادیه ملی دانشجویان فرانسه و رهبران اتحادیه‌های کارگری فرانسه، جرج سگوی از اتحادیه حزب کمونیست (کنفراسیون عمومی کار) و اوژن دسکمپ از اتحادیه سوسیالیست ها(CFDT) انجام شد.

### دهم مه
(شب سنگرها)
همه چیز با اجتماع ۵ هزار نفری نوجوان‌هایی که خونشان به جوش آمده بود و فریاد می‌زدند رفقای ما را آزاد کنید، آغاز شد.
این جمعیت که به رهبری CAL جمع شده بودند خواسته‌های خود را چنین اعلام می‌کردند: 
آزادی فعالیت سیاسی در مدارس، مشارکت دانش‌آموزان در انجام امور مدارس، به رسمیت شناختن CAL از جانب مسئولین. این جمعیت پس از مدتی در یک جمعیت ۱۵ هزار نفری دانشجویان هضم می‌شود.
ساعت ۶:۳۰ عصر وزیر اجرایی و جانشین نخست‌وزیر، لوییس ژوکو پیشنهاد می‌کند پلیس از کرتبه لاتین عقب‌نشینی کند و دانشگاه سوربن و نانتری بازگشایی شود. اما در جواب همه یکصدا آزادی دوستانشان را فریاد می‌زنند.

پلیس جمعیت را در محله کرتبه لاتین محاصره می‌کند.
این ریسک بزرگی بود که مسئولان دست به انجام آن زده بودند که با دانشجویان در موطن خود و خانه خودشان یعنی کرتیه لاتین وارد جنگ شوند. … پس از یک هفته فعالیت و به نتیجه نرسیدن رهبران دیگر نمی‌توانستند نیروهای خود را آرام کنند و به خانه‌هایشان بازگردانند… در یک لحظه دستوری مثل جرقه صادر شد: کرتیه لاتین هر طور شده باید برای دانشجویان بماند.
دستوری مبنی بر ساختن سنگر صادر نشده بود اما دانشجویان به‌طور خودجوش به آن پرداخته بودند. سنگرها شامل اتومبیل‌های واژگون شده و خرده سنگ و چوب و شیشه تلنبارشده پشت آن بود. قبل از روشن‌شدن هوا تقریباً ۶۰ سنگر آماده شده بود. آن شب که سرآغاز انقلاب بود، «شب سنگرها» نام گرفت.

در ساعت ۱:۱۵ بامداد ژوکو مشخص کرد که راه‌حل مسالمت‌آمیزی نمی‌تواند وجود داشته باشد. یک ساعت پس از سخنان او اولین موج حمله پلیس آغاز شد.
پسران و دختران به طرز غیرقابل باوری خود را به صحنه نبرد می‌رسانند و جان‌فشانی می‌کردند و برای خیلی از جوانان این یک موقعیت استثنایی بود که شجاعانه خود را به انقلاب بسپارند و یاد فانون، چه گوارا و دبره آنان را تسکین می‌داد. این صحنه‌های انقلابی، ویتنام آن‌ها بود… در چنین لحظه‌های پر احساس و هیجان‌انگیزی بود که هزاران حنجره فریاد می‌زد: دوگل قاتل!
ساعت ۵:۳۰ دستوری مبنی بر توقف جنگ و متفرق شدن تظاهرکنندگان از سوی کوهن بندیت از رادیو اعلام شد. ۳۶۸ نفر مجروح، ۴۶۰ نفر بازداشت و ۱۸۸ اتومبیل تخریب شدند.

### یازدهم مه
(شنبه) - نخست‌وزیر پمپیدو، شب از سفر ایران و افغانستان به کشور بازمی‌گردد. سه ساعت پس از ورودش، ۳ دقیقه با ملت صحبت کرد و اعلام کرد سوربن از دوشنبه صبح بازخواهد گشت و دادگاه دانشجویان را آزاد خواهد کرد.
عصر تعداد اندکی از نیروهای MAU دانشکده ادبیات پاریس را که خارج از دانشگاه سوربن بود و به اشغال پلیس درنیامده بود، تسخیر کردند.
در همین روز کنفراسیون عمومی کار فرانسه و CFDT همراه با FEN(فدراسیون اصلی استادان در فرانسه)، به عنوان قوی‌ترین اتحادیه‌های کارگری فرانسه، در طی یک اقدام مشترک اعضای خود را به اعتصاب و تظاهرات در روز دوشنبه فراخواندند. دوشنبه ۱۳ می، دهمین سالگرد کودتایی بود که دوگل را بر سر کار آورده بود.

### سیزدهم می
(دوشنبه) - تظاهرات انبوهی با شرکت بیش از هشتصد هزار نفر برپا شد و اتحاد بین دانشجویان و کارگران شکل گرفت.
کوهن بندیت برای ادامه نهضت، خواستار تشکیل کمیته‌های اجرایی در تمام نواحی شهر شد. JCR بازوی اصلی جنبش بود و نشریه‌اش به نام سرویس اُردو، تظاهرات را خط دهی می‌کرد. آن‌ها دانشجویان و کارگران را در فضای باز پای برج ایفل جمع کردند و سپس شعار «همه به سوی سوربن» سر داده شد.
پمپیدو به قولش وفا کرده بود. دانشجویان زندانی آزاد شدند، پلیس از کرتبه لاتین بیرون رفت و درب‌های سوربن باز شد. دانشجویان به داخل دانشگاه رفتند و کنترل امور را به دست گرفتند. این کنترل تا ۱۶ ژوئن ادامه یافت.

### چهاردهم مه
(سه شنبه) - دوگل طبق برنامه‌ریزی که از یکسال پیش انجام شده بود کشور را به قصد بازدید از رومانی ترک می‌کند.
کارگران یک کارخانه کوچک هواپیماسازی در حومه نانت که دست به اعتصاب زده بودند، کارخانه را تسخیر و مدیر را دفتر کارش محبوس می‌کنند. کارگران رنو در روان دست به اعتصاب می‌زنند و روز بعد کارخانه را به تصرف خود درمی‌آورند. به تدریج بر سر در همه کارخانه‌های رنو پرچم‌های سرخ و سیاه آویخته شد. ظرف ۴۸ ساعت موج اعتصاب و تسخیر با سرعت سرسام آوری همه صنایع فرانسه را درنوردید.
کنفدراسیون عمومی کار فرانسه سعی کرد با بی اعتنایی به جنبش دانشجویی و پنهان ساختن آن در پشت مطالبات اقتصادی کارگران، اعتصاب را به مسیر خاصی هدایت کند و آن را محدود سازد. «اعضای این اتحادیه از کیک پخته شده سرمایه‌داری سهم بیشتری می‌خواستند و برخلاف نظر دانشجویان به هیچ عنوان دنبال فروپاشی نظام سرمایه‌داری نبودند.»
درمقابل CFDT با هم نوایی با شعارهای دانشجویی سعی کرد خود را به آن‌ها نزدیک کند. آن‌ها در بیانیه‌ای اعلام کردند: «تلاش دانشجویان برای دموکراتیزه کردن دانشگاه، همان ماهیت دموکراتیزه کردن کارخانجات را از سوی کارگران دارد.» به‌طور خلاصه می‌توان گفت که هدف و جهت‌گیری کنفدراسیون عمومی کار فرانسه دستمزدها و حقوق صنفی بود، حال آنکه CFDT به دنبال اصلاحات مبنایی نظیر مشارکت کارگران در تصمیم‌گیری‌های کلان و مشارکت در مدیریت کارخانه بود.

### شانزدهم مه
(پنجشنبه) - دانشجویان به سالن تئاتر ادئون در شهر یورش می‌برند و آن را تسخیر می‌کنند. شایعه می‌شود در اقدام بعدی قصد تسخیر ایستگاه رادیویی را دارند.
هزاران دانشجو سوربن را جهت پیوستن به اعتصاب کارگران کارخانه رنو ترک کردند. کارگران مودبانه تشکر کردند اما اجازه ندادند دانشجویان وارد کارخانه شوند.

### هجدهم مه
(شنبه) - ژنرال دوگل از سفر رومانی بازمی‌گردد.

### نوزدهم مه
(یکشنبه) - دوگل فردای بازگشتش وزیر جنگ، پیر مرمز، را به عنوان اولین وزیر پیش خود فرا می‌خواند. سپس با وجود توصیه‌های پمپیدو، تصمیم خود را مبنی بر صحبت با ملت در روز ۲۴ می، اعلام می‌کند.

### بیست و دوم مه
(چهارشنبه) - در سراسر کشور، اعتصاب هنوز در اوج بود. 
کرکره‌های پنجره‌ها پایین کشیده شده بود و همه سالن‌های شهر بسته شده بود. حتی بانک مرکزی فرانسه، وزارت دارایی و نیروگاه اتمی در مارکول نیز از این قاعده مستثنی نبودند. اداره هواشناسی نیز دچار رکود بود. جریان سوخت با کندی مواجه بود. پاریس خیلی درهم‌ریخته و کثیف به نظر می‌رسید. شهر مملو از زباله‌ها و تراکت‌های سیاسی بود.
دانیل کوهن بندیت در فرانسه عنصر نامطلوب اعلام می‌شود و از کشور اخراج می‌شود.
جمعیتی از دانشجویان به طرف مجلس سنا تظاهرات کردند و شعار می‌دادند «ما همه خارجی هستیم» (در اعتراض به اخراج کوهن بندیت آلمانی) که به ضد و خورد شدید با پلیس منجر شد. پلیس ضد شورش به کرتبه لاتین هجوم می‌آورد و موقعیت‌های استراتژیک مقابل سوربن را اشغال می‌کند.

### بیست و پنجم مه
(شنبه) - مذاکرات چندجانبه پمپیدو با رهبران اتحادیه‌های کارگری
سرکوب شدید هرگونه تظاهرات خیابانی
مرگ یک افسر ۵۲ ساله در لیون بر اثر برخورد یک کامیون از کنترل خارج شده با سنگرهای پلیس
مرگ یک جوان ۲۶ ساله در کرتبه لاتین بر اثر ترکش یک شی پرتاب شده
۸۰۰ نفر بازداشت و ۱۵۰۰ نفر مجروح شدند. حیاط سوربن به بیمارستان تبدیل شده بود.

### بیست و هفتم مه
(دوشنبه) - موافقت نامه گرنل دربارهٔ سطح دستمزدها، هفته‌های کاری، سن بازنشستگی و … به امضای طرفین مذاکره رسید. این بزرگترین موفقیت و منفعت به دست آمده پس از بیست سال برای کارگران بود.
کارگران در عملی غیرمنتظره موافقت‌نامه را پاره کردند و به رهبرانشان تاختند؛ و آن‌ها را به تبانی با دولت و کارفرمایان متهم می‌کردند.
پیر فرانس مندز به عنوان یکی از رهبران PSU (حزب سوسیالیست‌های جدا)، تنها حزبی که با دانشجویان همراه شده بود، تبدیل به مرد شماره یک انقلاب شد.

### بیست و هشتم مه
(سه شنبه) - فرانس میتران، رهبر فدراسیون سوسیالیست‌ها، صبح با مطبوعات مصاحبه کرد و بعد از ظهر در جلسه حزب کمونیست شرکت کرد. او در این مصاحبه مرگ رژیم دوگل و کاندیداتوری خود را برای ریاست جمهوری اعلام کرد.

والداک روشه، رهبر حزب کمونیسم فرانسه، بعد از ظهر مصاحبه میتران در جواب سخنان او با اظهارات تندی گفت:
هیچ نظامی نمی‌تواند بدون همکاری با کمونیست‌ها موجبات پیشرفت اجتماعی و اصلاحات سیاسی را فراهم کند.
سپس، در ادامه، آمادگی حزب کمونیست را برای پذیرش پست‌های مختلف اعلام کرد.

### بیست و نهم مه
(چهارشنبه)
هیچ روزی در تاریخ فرانسه مثل ۲۹ می دلهره‌آور، متشنج و هیجان‌انگیز نبود. اغلب افراد اعتقاد داشتند رژیم دوگل سقوط کرده‌است.
کمی پس از ۱۱ صبح، دوگل کاخ الیزه را به مقصد نامعلومی ترک می‌کند. ابتدا اعلام می‌شود برای استراحت به زادگاهش، کلمبی، رفته‌است. اما پس از چند ساعت مشخص می‌شود که به آنجا نرفته‌است. ژنرال دوگل گم شده بود. در نهایت هلیکوپترش در بادن-بادن، مرکز فرماندهی ۷۰ هزار نیروی فرانسوی مستقر در آلمان فرود می‌آید.
ساعت ۶:۳۰ عصر به کلمبی می‌رود.
چپ ارتودکس همه نیروهایش را به میدان فرا می‌خواند. حدود نیم میلیون کارگر از قلعه باستیل به پاریس سرازیر می‌شوند.
مندز و میتران برنامه‌های خود را تا ۶:۳۰ عصر برای کسب قدرت هماهنگ می‌کنند.

### سی‌ام مه
(پنج شنبه)
والداک روشه سلاح لازم برای پیروزی در این جنگ (بین چپ‌ها و دوگل) را به دوگل هدیه کرده بود. خطر و ترس از کمونیسم در تمام فرانسه گسترده شده بود.
ساعت ۲:۳۰ بعد از ظهر، ژنرال خبر برکناری نخست‌وزیر را به او ابلاغ می‌کند و خواستار انتخابات جدید می‌شود.
نیم ساعت بعد اتومبیل‌های سیتروئن سیاه رنگ، ۲۷ وزیر کابینه را برای تشکیل آخرین جلسه کابینه به الیزه می‌آورند. تمام طول مسیر و جلوی کاخ الیزه پوشیده از تراکت‌هایی بود که مردم را برای شرکت در تظاهرات آن روز بعدازظهر در حمایت از دوگل دعوت می‌کرد.
ساعت ۴:۳۰ بعد از ظهر دوگل با ملت سخن گفت. او چنین گفت:
در چنین اوضاع و احوالی و در چنین شرایطی هرگز سقوط نخواهم کرد. من پادشاه فرانسه هستم و این کار را به بهترین نحو به انجام خواهم رساند.
سلاح مخفی دوگل همان نفوذ کلام او بود. او از خطر جسته بود. شعار «زنده باد فرانسه» همه جا شنیده می‌شد و پرچم سه رنگ فرانسه بر پرچم‌های سرخ و سیاه برتری یافت. مه ۶۸ به پایان خود رسید.

## میراث

### دستاورد
مه ۱۹۶۸ در سیاست فرانسه حادثه‌ای مهم تلقی می‌شود که از دید بعضی افراد نشان‌دهنده امکان‌پذیر بودن آزادی و از دید بعضی دیگر نشان‌دهنده خطر هرج‌ومرج 

بعضی افراد، مه ۱۹۶۸ به معنی پایان کنش جمعی سنتی و آغاز عصری جدید بود که تحت سلطه جنبش‌های اجتماعی به‌اصطلاح جدید قرار داشت. در اکتبر ۲۰۱۷، رئیس‌جمهور امانوئل مکرون اعلام کرد که مراسم یادبودی به مناسبت پنجاهمین سالگرد شورش‌های ۱۹۶۸ در سال ۲۰۱۸ برگزار خواهد شد. او در مورد این شورش‌ها گفت: «این واقعه به آزادسازی جامعه فرانسه کمک کرد و سپس چیزی را (منظورم آزادی است) معرفی کرد که به حفاظت از آن در جامعه نیاز است.»
همچنین این جنبش نشان داد که دستاوردهای یک جنبش لزوما با مطالبات آن انطباق ندارد. در پاسخ به کسانی که می‌گویند دستاوردهای هر جنبشی بخشی از مطالبات آن است باید گفت اینکه کدام مطالبات به ثمر می‌رسند و کدام ناکام می‌مانند قابل پیش‌بینی نیست.

### شکست
افول جنبش مه ۱۹۶۸ آغازی برای برخاستن دولت‌های راستگرا و کمرنگ شدن نسبی دولت رفاه در جهان غرب و، در یک کلام، ظهور نئولیبرالیسم شد.